# Thảm sát nhà tù Olenivka
Vào ngày 29 tháng 7 năm 2022, trong cuộc tấn công toàn diện của Nga vào Ukraina, một nhà tù do Nga điều hành ở Olenivka, Donetsk giam giữ các tù binh Ukraina (POWs), chủ yếu từ khu phức hợp Azovstal trong Cuộc vây hãm Mariupol bị phá hủy, giết chết 53 tù binh Ukraina và để lại 75 người bị thương.
Cả chính quyền Ukraina và Nga đều cáo buộc lẫn nhau về vụ tấn công nhà tù. Cho đến nay, không có xác nhận độc lập về những gì đã xảy ra. Bộ Tổng Tham Mưu các Lực Lượng Vũ Trang Ukraina cho biết Nga đã bắn pháo vào nhà tù để che đậy việc tra tấn và giết hại tù binh Ukraina đã diễn ra ở đó.
Bộ Ngoại giao Ukraina đã kháng cáo lên Tòa án Hình sự Quốc tế về vụ tấn công mà nước này gọi là tội ác chiến tranh của Nga.

## Vụ nổ
Vào đêm 29 tháng 7, một nhà tù ở làng Olenivka gần Donetsk đã bị nã pháo. 53 tù binh của Ukraina đã chết, và 75 người khác bị thương (không bao gồm 8 lính canh bị thương). Theo dữ liệu ban đầu, có những chiến binh Azov bị giam giữ trong doanh trại bị pháo kích, được đưa đến đó vài ngày trước khi bị pháo kích. 
Cục An ninh Ukraina đã công bố đoạn ghi âm các cuộc điện đàm giữa các binh sĩ Nga và các bức ảnh chụp cơ sở bị hư hại cho thấy phía Nga đã đặt chất nổ trong tòa nhà.
Cục An ninh Ukraina tuyên bố rằng "Các cuộc trò chuyện bị chặn bởi SSU xác nhận rằng [binh sĩ Nga] đã đặt hệ thống Grad của họ gần cơ sở cải huấn và bắt đầu bắn với họ trên lãnh thổ do Ukraina kiểm soát. Tuy nhiên, không có cuộc pháo kích nào được quan sát để đáp trả - điều này được xác nhận bởi chính các chiến binh 'DPR'".
Theo Tổng cục Tình Báo Bộ Quốc Phòng Ukraina, vụ nổ được thực hiện bởi Wagner Group, một tổ chức đánh thuê được chính phủ Nga hậu thuẫn bị cáo buộc tội ác chiến tranh ở châu Phi, Syria và Ukraina, và dưới sự chỉ huy cá nhân của chủ sở hữu danh nghĩa Yevgeny Prigozhin.
Các nhà chức trách Nga tuyên bố rằng lực lượng Ukraina đã tấn công nhà tù bằng hệ thống tên lửa HIMARS do Mỹ cung cấp.